# Rok Springs uzvišenje
Rok Springs uzvišenje je oblast izdignutih stena od krede do eocena u Vajomingu okružena i nekada prekrivena sedimentima formacije Zelena reka koji su taloženi u eocenskom jezeru Gosiut. Uzvišenje Rok Springsa je formirano od kasne krede do eocen i povezano je sa orogenezom Laramida. Struktura je antiklinala u pravcu sever-jug sa površinskom ekspresijom od približno 56 mi (90 km) sa 28 mi (45 km). Zajednica Rok Springs nalazi se na zapadnoj ivici uzvišenja.
Nedavno otkriveno nalazište litijuma se procenjuje na 228.000 tona. Dodatna ležišta u istoj formaciji su procenjena na čak 18 miliona tona.

## Karakteristike
- Bele planine
- Aspen planine
- Vilkinsov vrh